# Synagoga v Nýrsku
Zaniklá synagoga v Nýrsku stála na někdejší parcele č.p. 189 ve městě Nýrsko.

## Popis a historie

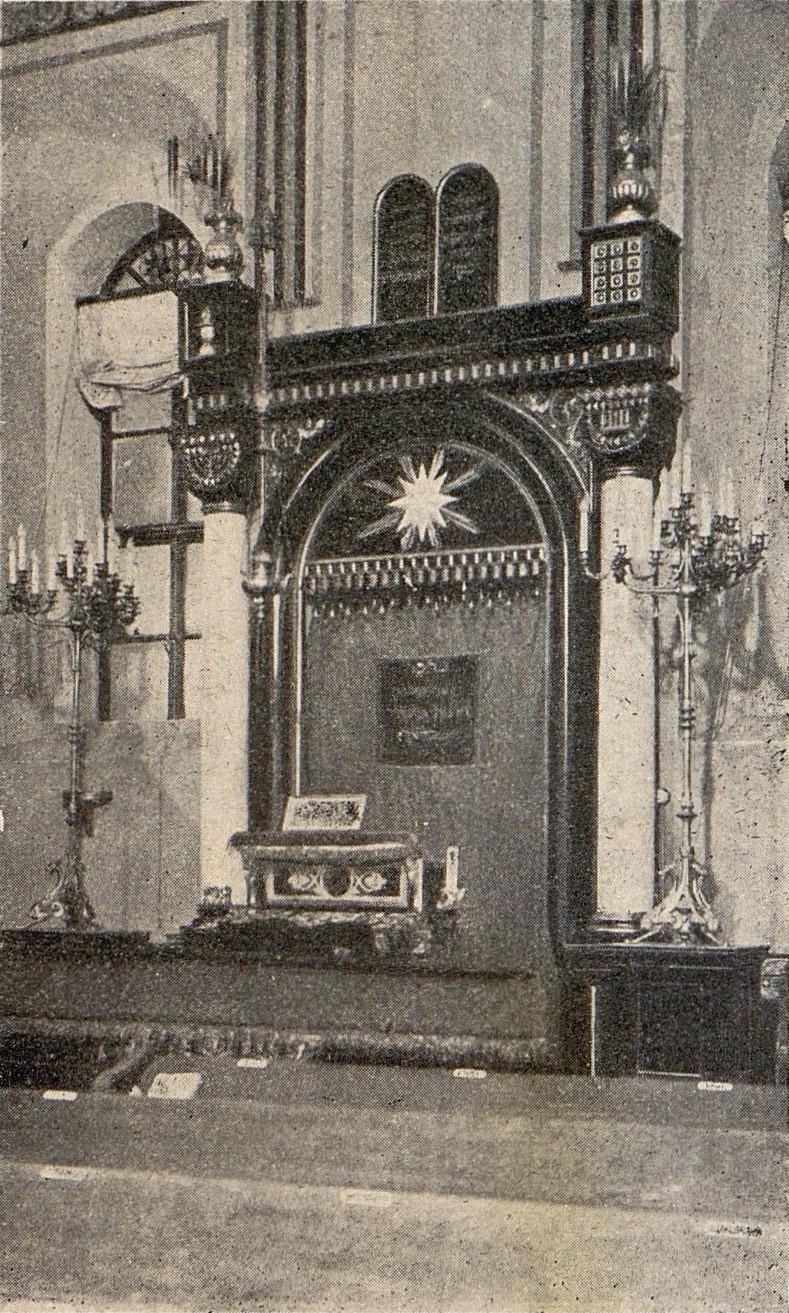
Interiér synagogy (okolo roku 1930)

Byla vystavěna roku 1797. Nahradila původní dřevěnou synagogu neznámého stáří, jež shořela při požáru města roku 1798. Stála nedaleko řeky Úslavy, v městské židovské čtvrti zvané Judenwinkel (Židovský kout). Další požár prodělala budova roku 1861, poté byla znovuobnovena v klasicistním slohu.
Jako nejdéle působící nýrský rabín zde sloužil Max Reiser. Pocházel z Hausbrunnu, v Nýrsku se stal rabínem v roce 1876 po smrti rabína Sterna. Byl literárně činný, sepsal celkem tři knihy – Rabbinische Weisheit, Rätsel a Biedermänner. Zemřel 5. ledna 1913.
Výzamným členem místní židovské obce byl také Wilhelm Eckstein, zakladatel a majitel optické továrny Wilhelm Eckstein und Co. (pozdejší Okula Nýrsko).
Během 2. světové války nebyla synagoga zničena, podle hlášení říšskému komisaři v Liberci byla využívána jako skladiště. Roku 1958 byla stržena, ačkoliv byla vedena jako kulturní památka.
Ve městě se také nachází židovský hřbitov.